# Po nás ať přijde potopa
Po nás ať přijde potopa je básnická sbírka a jedno z nejznámějších děl českého spisovatele Františka Gellnera, které bylo vydáno roku 1901, a zároveň je autorovým debutem. Gellner je silně ovlivněn moderními literárními směry (především dekadencí a symbolismem) a ve své sbírce kritizuje téměř vše, a to způsobem doposud neslýchaným. Zaměřuje se především na kritiku soudobé společnosti a zbytečnost života, ale vyjadřuje se také proti válečným konfliktům, ironizuje vyšší ideály a nešetří ani sebe sama, protože si uvědomuje svou vlastní ubohost, zbytečnost a nedokonalost. Život též popisuje jako cestu s jediným možným cílem – smrtí (báseň Perspektiva), a proto odmítá fádní životní postupy a užívá si alkoholu a prostitutek (Přetékající pohár) a vyzdvihuje přírodní krásy. K životu přistupuje velice laxně, zároveň si jej však chce užít a dá se říci, že jej miluje. Tímto dílem Gellner velice dobře vystihl atmosféru tehdejší společnosti, atmosféru tzv. únavy konce století a atmosféru blížícího se celosvětového válečného konfliktu.
Dílo se skládá ze 34 básní. Filosofické směřování sbírky vyjadřuje již první báseň – Přetékající pohár, kde autor vyjadřuje přesvědčení, že každý člověk svůj život žije pouze jednou, a to právě teď, a proto si ho také právě teď musí užívat. V básni Neděle pak Gellner zastává názor, že je lepší strávit volný den popíjením piva, než návštěvou Prateru. V básni A přece zdráhám se zabývá sebevraždou a například báseň Vzduchoplavec se pak vysmívá moderním výdobytkům začátku 20. století.
Gellner v díle používá prosté jazykové prostředky (příliš nevolí okřídlené básnické výrazy), aby co nejpřesněji a nejvýstižněji vyjádřit podstatu sdělení, v díle se také vyskytují prvky obecné češtiny (jinakej, zejtra) i vulgarismy. Jednotlivé věty jsou jasné, krátké, úderné a členěné do strof (nejčastěji sdružený nebo střídavý rým, působí přirozeně a lehce, některé z básní působí jako popěvky. V některých z básní využívá opakování refrénů. Některé básně jsou psány v ich-formě, jiné v er-formě. V díle se také vyskytují mnohé básnické obrazy a figury (epiteta, personifikace, eufemismy...). Autor chtěl svým dílem společnost šokovat a to se mu také povedlo, sbírka však byla soudobou kritikou pro svou vulgaritu, nemorálnost a nízkost ostře odmítnuta a popularitě se těšila pouze v okruhu Gellnerových přátel a podobně dekadentních autorů. Dílo bylo přijato až dlouho po autorově smrti dalšími generacemi čtenářů (dílo bylo zhudebněno mnoha předními umělci – např. Jarkem Nohavicou či skupinou Katapult).

## Seznam básní
- Přetékající pohár
- Píseň dobrodruha
- Přátelství duší
- Puberta
- Pozdrav rodnému kraji
- Kázání Spartakova I, II, III
- Reflexe
- Na divou Montan zřel jsem se zápalem
- Vzduchoplavec
- Neděle
- Bezcestí
- Po nás, ať přijde potopa!
- To je teď celá moudrost moje
- Na sofa zeleném
- Jako ty polní rostliny
- Noc byla touhou přesycená
- Demaskovaná láska, Perspektiva
- Záchvat nervózní
- Pro klid své duše
- Píseň, Smuteční
- Vzpomínka
- Rusá láska
- Chiméra
- A přece zdráhám se
- Miluju severní nebe
- Sentimentální žádosti
- Stísněnost
- Blasfémie
- Elegie
- Na dálném jihu snad
- Náhle se zachvěje má duše
- Epilog